# Camryn Grimes
Pour les articles homonymes, voir Grimes.
Camryn Elizabeth Grimes (née le 7 janvier 1990 à Van Nuys, en Californie) une actrice américaine.
Camryn Grimes est notamment connue pour son rôle dans le soap Les Feux de l'amour.

## Vie privée
Camryn Grimes a rencontré Brock Powell en mars 2020. Le couple s'est fiancé en janvier 2022. Sur Instragram, l'actrice a annoncé que bébé est attendu pour le mois de décembre 2023.

## Filmographie

### Cinéma

#### Longs-Métrages
- 2001 : Opération Espadon : Holly Jobson
- 2012 : Magic Mike : Fille à l'anniversaire
- 2016 : Haunted: 333 : Maryanne

#### Courts-Métrages
- 2005 : Paper Bags de Danny Schrader : Fille
- 2012 : The Bournes Anonymous de Stephen Lunsford : Jason Bourne
- 2012 : A.W.O.L. d'Oliver Singer : Lucia
- 2013 : I Would Kill for That de Matt Devine (Court-métrage) : Tracy
- 2021 : The Song on Iron de Stephen Ford : La femme

### Télévision

#### Téléfilms
- 2000 : Le poids du secret : Rachel
- 2017 : The Get : Amy enceinte

#### Séries télévisés
- 1997-2005 ; 2009-2010 ; 2013 ; depuis 2014 : Les Feux de l'amour : Cassie Newman / Mariah Copeland
- 1997 : JAG : Lisa Frankl (saison 3, épisode 2)
- 2005 : Médium : Sharona (saison 1 épisode 6)
- 2005 : Urgences : Erin Shore (saison 11, épisode 15)
- 2008 : Ghost Whisperer : Diana Morrison (saison 4 épisode 5)
- 2009 : Cold Case : Affaires classées : Edna Reed '44 (saison 7, épisode 5)
- 2010 : NCIS : Los Angeles : Diane Farley (saison 2, épisode 4)
- 2011 : Championnes à tout prix : Suzanne (saison 2, épisode 13)
- 2014 : Mentalist : Deanne Price (saison 6, épisode 18)
- 2016 : Animal Kingdom : Jasmine (saison 1, épisode 4)
- 2019 : NCIS : Enquêtes spéciales : Marine Corporal Laney Alimonte (épisode 5, saison 17)

### Productrice
- 2013 : A.W.O.L. d'Oliver Singer (court-métrage)
- 2013 : Getaway de Stephen Lunsford (court-métrage)

## Distinctions

### Récompenses
- Daytime Emmy Awards 2000 : Meilleure jeune actrice dans une série télévisée dramatique pour Les Feux de l'amour (1997-2005).
- 45e cérémonie des Daytime Emmy Awards 2018 : Meilleure actrice dans un second rôle dans une série télévisée dramatique pour Les Feux de l'amour (2014-).
- 2021 : Vancouver Independent Film Festival de la meilleure distribution dans un court-métrage dramatique pour 2020: A 1917 Parody (2020) partagée avec Michael Lieberman, Colton Eschief Mastro, Terika Jefferson, Monib Abhat, Josh Han, Jennifer McDonnell, Darrel Delfin et Katie Burton.
- 2021 : Vegas Movie Awards de la meilleure distribution dans un court-métrage dramatique pour 2020: A 1917 Parody (2020) partagée avec Michael Lieberman, Colton Eschief Mastro, Terika Jefferson, Monib Abhat, Josh Han, Jennifer McDonnell, Darrel Delfin et Katie Burton.

### Nominations
- Daytime Emmy Awards 1998 : Meilleure jeune actrice dans une série télévisée dramatique pour Les Feux de l'amour (1997-2005).
- 1998 : Young Artist Awards de la meilleure performance pour une jeune actrice dans une série télévisée dramatique pour Les Feux de l'amour (1997-2005).
- 1998 : YoungStar Awards de la meilleure performance pour une jeune actrice dans une série télévisée dramatique pour Les Feux de l'amour (1997-2005).
- Daytime Emmy Awards 1999 : Meilleure jeune actrice dans une série télévisée dramatique pour Les Feux de l'amour (1997-2005).
- 1999 : Young Artist Awards de la meilleure performance pour une jeune actrice dans une série télévisée dramatique pour Les Feux de l'amour (1997-2005).
- 2000 : YoungStar Awards de la meilleure performance pour une jeune actrice dans une série télévisée dramatique pour Les Feux de l'amour (1997-2005).
- Daytime Emmy Awards 2006 : Meilleure jeune actrice dans une série télévisée dramatique pour Les Feux de l'amour (1997-2005).
- 2020 : Soap Hub Awards de l'actrice préférée dans une série télévisée dramatique pour Les Feux de l'amour (1997-2005).
- 2021 : Soap Hub Awards de l'actrice préférée dans une série télévisée dramatique pour Les Feux de l'amour (1997-2005).